# Unitas Studiosorum Amstelodamensium

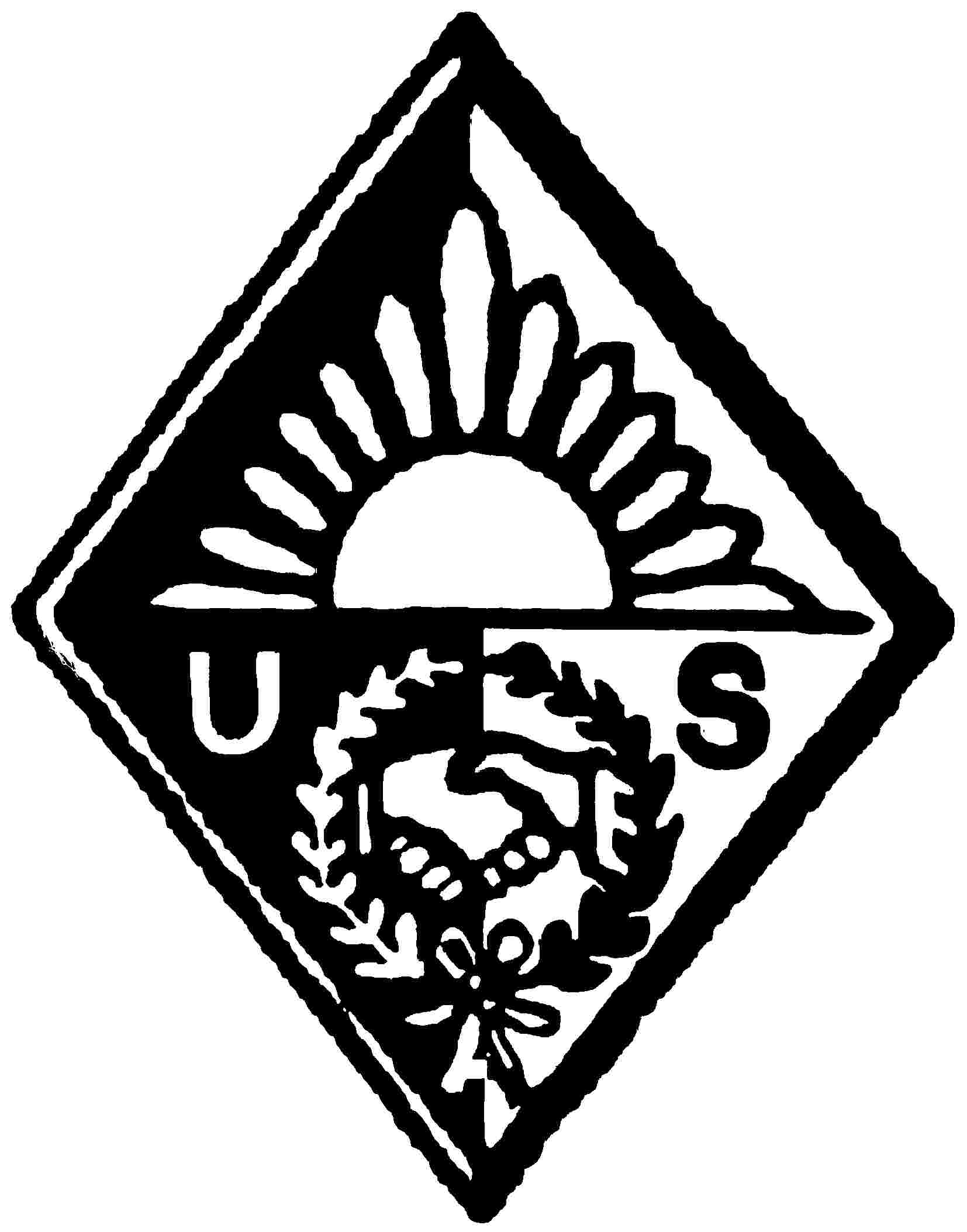
Het wapen van Unitas Studiosorum Amstelo-damensium

Unitas Studiosorum Amstelodamensium (kortweg Unitas, of afgekort U.S.A.) is een algemene studentenvereniging in Amsterdam van circa 650 leden die open staat voor alle universiteits- en HBO-studenten. Unitas is lid van de Amsterdamse Kamer van Verenigingen.

## Oprichting
Unitas is opgericht op 21 februari 1911. Het ontstaan en de oprichting van de vereniging moet in verband worden gebracht met de emancipatie van studenten aan het einde van de negentiende en het begin van de twintigste eeuw.
Unitas is feitelijk ontstaan uit een aantal zogenaamde "studieleden" van het Corps. De directe aanleiding was het feit dat deze studieleden (verenigingsleden die geen lid waren van de sociëteit) in 1910 een aantal rechten was ontnomen, terwijl zij wel werden betrokken bij de hoofdelijke omslag van de kosten van sociëteitsfeesten. De vereniging kan worden beschouwd als de opvolger van de eerder opgeheven Amsterdamsche Studenten Bond.
Kort na de oprichting besloot Unitas ook vrouwelijke leden toe te laten. Aldus heeft Unitas - met de vanaf het eind van de negentiende eeuw ook elders te lande opgerichte Unitates en Bonden - vooropgelopen in de emancipatie van de traditionele studentenverenigingen. Thans zijn immers ook de meeste corpora gemengd, en zijn bij die verenigingen ook de onderscheiden verdwenen die aanleiding vormden voor het ontstaan van de Unitates en Bonden.

## Sociëteit
De sociëteit van Unitas is genaamd Sodalitas Amicitia Laetitia Vireant Eximie (S.A.L.V.E.) ("Mogen vriendschap, broederschap en vreugde welig tieren") en is sinds mei 2000 gevestigd aan de Oudezijds Kolk (vlak bij het Centraal Station). Deze naam stamt overigens van ruim voor de oprichting, uit de tijd van de Amsterdamsche Studenten Bond.

## Naoorlogse geschiedenis

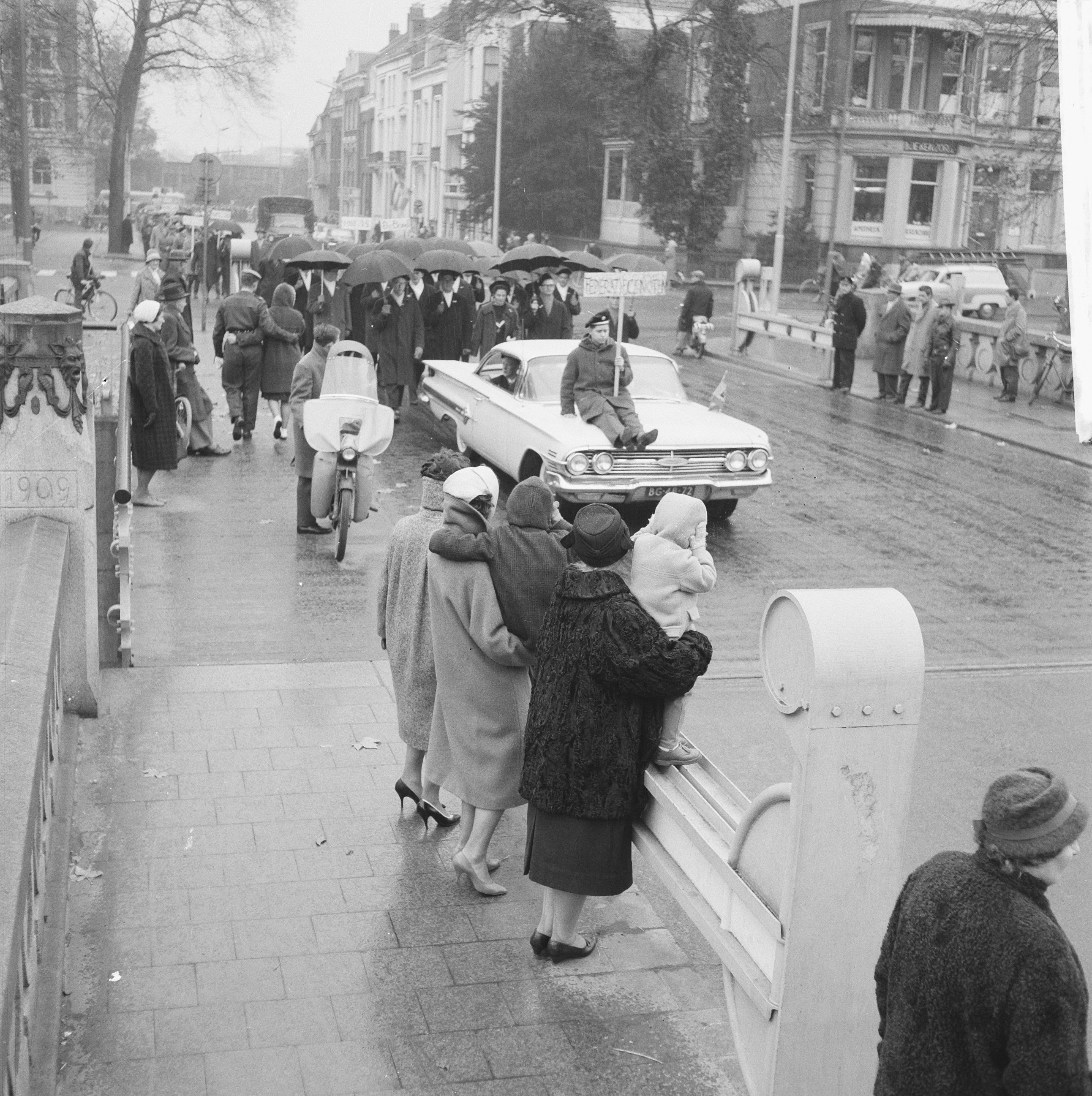
Festiviteiten bij het 50-jarig bestaan in 1961

De vereniging werd in eerste instantie in het najaar van 1941 ontbonden, waarna ze direct na de oorlog werd heropgericht. Er volgde een langdurige bloeiperiode.
In 1960 werd een nieuw pand aangekocht in de Johannes Vermeerstraat, dat in 1961 officieel in gebruik werd genomen. In 1967 telde de vereniging bijna 1000 leden en 47 erkende colleges. In de jaren zeventig van de 20e eeuw zag Unitas als gevolg van de ontzuiling haar bestaan echter bedreigd; het ledental daalde abrupt van ruim 600 in 1970 tot circa 10 in 1977. In tegenstelling tot de katholieke vereniging Sanctus Thomas Aquinas die in 1980 sneuvelde, wist Unitas zich te handhaven. De laatste senaat bleef, ondanks het uiterst geringe ledental, aan en wierf een aantal eerstejaarsstudenten. In de vroege jaren 80 begon Unitas zich te herpakken en vanaf 1985 had de vereniging weer een eigen sociëteit: een 54 meter lange Kempenaar (door de leden liefkozend "de boot" genoemd) die voor anker lag in het Oosterdok op de plaats waar lange tijd het Botel te vinden was. Om die reden wordt door andere verenigingen de nieuwe sociëteit S.A.L.V.E. vaak "Sociëteit Aan Land Veel Efficiënter" genoemd.
Unitas maakte tot 1998 deel uit van de Federatie van Unitates en Bonden, maar trok zich terug, uit redenen van efficiëntie en met het idee dat zij haar federatiegenoten was ontgroeid. Sinds 2004 zijn Unitas Studiosorum Rheno-Traiectina (Unitas Utrecht), het Leidse LVVS Augustinus en de Rotterdamse vereniging S.S.R.-Rotterdam zusterverenigingen in het zogenaamde Intercity Verbond. Aldus is het niet-confessionele U.S.A. in zee gegaan met tegelijkertijd een (van oorsprong) katholieke en een (van oorsprong) gereformeerde vereniging - iets wat in de jaren 60 nog volkomen ondenkbaar zou zijn geweest. Overigens deed L.A.N.X., met een tot op de dag van vandaag uitgesproken gereformeerde grondslag, eind jaren 90 hetzelfde: zij ging op in het katholieke Aller Heiligen Convent nadat zij enkele malen, gezien de dubieuze houding tijdens de oorlog van het Amsterdamse Corps, had bedankt voor de Algemene Senaten Vergadering.

## Colleges
Net zoals bij de overige drie grote Amsterdamse verenigingen kent Unitas een structuur van verticale verbanden, die bij Unitas 'Colleges' genoemd worden. Unitas kent op dit moment 11 colleges:
- 't Roemrught Collegie d'Ouwe Tijers (herencollege; opgericht 3 oktober 1926)[1]
- Vereniging MINUIT (herencollege; opgericht 28 oktober 1927)
- Dames College Confetti 1937 (damescollege; opgericht 4 november 1937)
- Quadragesima-Zwelbast (gemengd college; opgericht 6 november 1985)
- College Chaos (gemengd college; opgericht 16 december 1988)
- Panta Rhei (gemengd college; opgericht 9 oktober 1989)
- College Ad Fontes '90 (gemengd college; opgericht 29 oktober 1990)
- Dolus Malus S.V.P. (gemengd college; opgericht 11 januari 1991)
- La Cucaracha (damescollege; opgericht 15 oktober 1992)
- College Partitus (gemengd college; opgericht 14 september 1993)
- Dispuut Ardinia (damescollege; opgericht 23 juni 2017)

Een reeds opgeheven college is:
- Dispuut The Mission p.i.p. (gemengd college; opgericht 13 september 1988, opgeheven in 2016)

## Bekende oud-leden
- Hedy d'Ancona (1937), oud-minister van Welzijn, Volksgezondheid en Cultuur (PvdA) en feministe
- Prof. Dr. Jan Bastiaans (1917-1997), psychiater (Jelgersmakliniek, Centrum '45)[2]
- Prof. Dr. Johan van Benthem (1949), hoogleraar logica in Amsterdam en Stanford [Cal. U.S.A.], Spinozaprijs 1996
- Harry van den Bergh (1942-2020), politicus (PvdA) en bestuurder
- Willem van Beusekom (1947-2006), algemeen directeur van de Nederlandse Programma Stichting (NPS) en commentator bij het jaarlijkse Eurovisiesongfestival vanaf 1987
- Ellis van den Brink (1947), actrice
- Frank den Butter (1948), hoogleraar economie, oud-lid WRR
- Piet Dankert (1934-2003), politicus (PvdA), voormalig staatssecretaris en voorzitter Europees Parlement
- Cas Enklaar (1943-2022), acteur
- Jan Fokkens (1938), politicus (PvdA), oud-gedeputeerde in Gelderland, oud-burgemeester van Doetinchem
- Guido Frankfurther (1963), huisarts en oud-wethouder in Amsterdam Centrum (D66); erelid der USA
- Dineke de Groot (1965), president van de Hoge Raad der Nederlanden
- Eddy Grootes (1936-2020), hoogleraar historische letterkunde aan de UvA
- Anne Hermans (1978), arts en schrijfster (De co-assistent)
- Arthur Irausquin, president van de Centrale Bank van Aruba
- Han Jahae, advocaat
- Matthijs Kanis, oprichter Belegger.nl
- Joris Luyendijk (1971), journalist, schrijver en televisiemaker (VPRO)
- Willem Meijer (1940), grootmeester van de Nederlandse Orde van Vrijmetselaars (2010-2016)
- Tina Nijkamp (1972), programmadirecteur SBS6
- Pim de la Parra (1940-2024), filmer
- Herman Pleij (1943), oud-hoogleraar Nederlandse letterkunde (UvA)
- Jef Rademakers (1949), televisiemaker en producent
- Han Reiziger (1934-2006), musicus en televisiemaker (VPRO)
- Nico Richter (1915-1945), componist
- Uri Rosenthal (1945), minister van Buitenlandse Zaken in het kabinet-Rutte I (VVD)
- J.J. Slauerhoff (1898-1936), scheepsarts, schrijver en dichter
- Gerard Spong (1946), advocaat
- Simon Vestdijk (1898-1971), schrijver
- Henk Vonhoff (1931-2010), politicus (VVD); was o.a. commissaris van de Koningin in de provincie Groningen
- Willem Wilmink (1936-2003), dichter en tekstschrijver[2]
- Henk Zeevalking (1922-2005), politicus (D66)

## Ereleden
De vereniging kent de mogelijkheid om ereleden te benoemen. Hiervoor is lidmaatschap van de vereniging niet per definitie vereist.
Het bekendste erelid is:
- William Lyon Mackenzie King (1874-1950), tijdens de Tweede Wereldoorlog minister-president van Canada.

Er zijn twee nog levende ereleden: Henk Eereveld (* 1948) en Guido Frankfurther (* 1963, oud-wethouder van de deelraad Amsterdam-Centrum voor D66 en momenteel huisarts te Amsterdam).

## Trivia
De bekende Nederlandse schrijvers J. Slauerhoff en Simon Vestdijk waren lid van Unitas en waren tijdgenoten en vrienden van elkaar.
De verhalenbundel Schuim en asch van Slauerhoff is een sleutelwerk met verwijzingen naar Unitas. Vestdijk beschrijft in het vijfde deel van de Anton Wachter-cyclus, De Beker van de min - de titel verwijst naar de frase "Hoc est amoris poculum / doloris est antidotum" uit het Io Vivat - het eerste jaar van Anton Wachter bij Unitas.